# Miguel Ubeto
Miguel Ubeto (Caracas, 2 de septiembre de 1976) es un ciclista venezolano.

## Trayectoria
Considerado uno de los mejores esprínteres latinoamericanos, se inició en el ciclismo en 1989 compitiendo en pista. En 1995 fue invitado a participar de competiciones en Guadalupe y a partir de allí su calendario ha estado entre Venezuela y el mencionado departamento de ultramar francés.
Ganador de varias etapas de la Vuelta a Venezuela y la Vuelta al Táchira, desde 1997 ha integrado la selección de Venezuela tanto en ruta como en pista. Estuvo varias temporadas compitiendo por el Gobernación de Carabobo para pasar en marzo de 2011 a la Lotería del Táchira.
En dicho año 2011, se coronó campeón de Venezuela en ruta, fue campeón del UCI America Tour y obtuvo la medalla de plata en la carrera en ruta de los Juegos Panamericanos de Guadalajara.
En 2012 a sus 35 años, pasó al profesionalismo por primera vez al ser contratado por el Androni Giocattoli-Venezuela tras el acuerdo de patrocinio del gobierno venezolano con el equipo italiano. Ganó la Vuelta a Venezuela y participó en la prueba de ruta de los Juegos Olímpicos de Londres.
Tras su primera temporada en Europa, en septiembre Ubeto firmó con el equipo italiano Lampre para el 2013, convirtiéndose en el tercer ciclista venezolano en un equipo de primer nivel después del  venezolano-vasco Unai Etxebarría y José Rujano.
En 2014, junto a otros ciclistas y exciclistas venezolanos entre ellos Rubén Osorio y Thomás Gil, crearon la Fundación Venezuela País de Futuro, logrando participar en la primera carrera hacia enero de 2015.
En la actualidad corre junto a: Ralph Mosalve, Yurgen Ramírez, Leonel Quintero, Luis Mendoza, Francisco Peñuela, entre otros en dicha Fundación.

## Palmarés
2002
- 2 etapas de la Vuelta Independencia Nacional

2004
- 1 etapa de la Vuelta al Táchira
- 3.º en el Campeonato Panamericano en Ruta

2005
- 1 etapa de la Vuelta a Venezuela

2007
- 1 etapa de la Vuelta Independencia Nacional
- 1 etapa de la Vuelta a Venezuela

2009
- 1 etapa de la Vuelta al Táchira

2010
- 2 etapas de la Vuelta al Táchira
- 1 etapa de la Vuelta a Cuba

2011
- 2 etapas de la Vuelta al Táchira
- Copa Federación Venezolana de Ciclismo
- Campeonato de Venezuela en Ruta
- 2 etapas de la Vuelta a Venezuela
- UCI America Tour
- 2.º en los Juegos Panamericanos en Ruta

2012
- 1 etapa de la Vuelta al Táchira
- 1.º en el Campeonato de Venezuela en Ruta  *
- 1.º en la Vuelta a Venezuela
- 3.º en el UCI America Tour

2015
- Clásico Federación Venezolana de Ciclismo Corre Por la VIDA
- 2.º en el Campeonato de Venezuela en Ruta
- Juegos Panamericanos en Ruta

2015
- 2. Participación Juegos Olímpicos Río 2016

2017
- Campeonato de Venezuela en Ruta

2018
- 1 etapa de la Vuelta a Venezuela

2021
- 1 etapa de la Vuelta a Venezuela